# Ariadne-Klasse (1872)
Die Ariadne-Klasse war eine aus drei Einheiten bestehende Klasse von Korvetten der deutschen Kaiserlichen Marine. Die drei Schiffe wurden zwischen 1868 und 1876 von der Königlichen bzw. Kaiserlichen Werft in Danzig gebaut. Ariadne und Luise waren nahezu identisch, während die Freya nach einem wesentlich geänderten Entwurf entstand und deutlich größer war als ihre Schwesterschiffe. Die Ariadne-Klasse war für den Auslandsdienst entworfen und die Schiffe kamen entsprechend vor allem in ostasiatischen und südamerikanischen Gewässern sowie der Südsee zum Einsatz. Später dienten alle drei Einheiten auch als Schulschiffe. Sie wurden im Laufe der 1890er Jahre abgewrackt.

## Geschichte
Mit dem Flottengründungsplan von 1867 legte der Reichstag des Norddeutschen Bundes am 24. Oktober 1867 unter anderem einen Bestand von 20 Korvetten für seine Marine fest. Diese sollten vor allem für den Auslandsdienst angeschafft werden. Entsprechend erhielt die auf den Holzschiffbau spezialisierte Königliche Werft Danzig am 25. Februar 1868 durch eine Kabinettsorder den Auftrag zum Bau einer neuen Korvette, mit dem die Werft im September 1868 begann. Das zweite Schiff der Klasse entstand in Danzig ab Juni 1871. Im selben Jahr überarbeitete das Marineministerium den Entwurf der Klasse und gab ein drittes Schiff in Danzig in Auftrag. Diese Korvette, die den Namen Freya erhalten sollte, wurde im Januar 1872 von der inzwischen Kaiserlichen Werft auf Kiel gelegt. Das Typschiff Ariadne kam am 23. November 1872 in Dienst, die Freya als letztes der drei Schiffe am 1. Oktober 1876.
Die drei Schiffe waren entsprechend der ursprünglichen Planung vor allem in Übersee tätig. Die Ariadne befand sich von 1874 bis 1876 zumeist in chinesischen Gewässern, 1877 bis 1879 in Süd- und Mittelamerika sowie den Inselwelten Ozeaniens und 1880 bis 1881 nochmals in Südamerika. 1884 und 1885 hielt sie sich in Westafrika auf. Während ihrer Einsätze nahm die Ariadne unter anderem an der Beilegung der Eisenstuck-Affäre in Nicaragua teil. Auch konnte ihr Kommandant auf der zweiten Auslandsreise, Korvettenkapitän Bartholomäus von Werner, mehrere für den deutschen Handel in der Südsee wichtige Verträge mit örtlichen Häuptlingen und Königen schließen. Die Luise unternahm von 1875 bis 1877 eine Reise nach Ostasien und Australien sowie von 1878 bis 1880 erneut nach Ostasien. Auch die Freya diente zunächst meist im Ausland. So war sie von 1877 bis 1879 im östlichen Mittelmeer und Ostasien unterwegs. Von 1879 bis 1881 befand sie sich zeitweise zur Beobachtung des Salpeterkrieges an der südamerikanischen Westküste und lief später erneut nach Ostasien.
Ein zweites Einsatzfeld ergab sich für die Schiffe ab 1881. Da die Korvetten wegen ihrer Auslandseinsätze mit großen und hellen Räumen ausgestattet waren, erschienen sie der Admiralität als Schulschiffe für Schiffsjungen geeignet. Als solches kam die Luise nach einem kleinen Umbau 1881 in Dienst. In den Jahren bis 1891 fuhr sie mit Unterbrechungen als Schulschiff und unternahm dabei auch mehrere große Ausbildungsreisen in die Karibik und nach Nordamerika. Die Freya diente 1883 und 1884 als Schulschiff. Dabei hielt sie sich ebenfalls in der Karibik auf und übernahm dort auch diplomatische Aufgaben. Schließlich wurde auch die Ariadne zum Schulschiff hergerichtet. Ab dem 15. Juli 1884 diente sie zunächst der Ausbildung von Heizer- und Maschinistenanwärtern. In diese Zeit fiel auch ihr Aufenthalt vor Westafrika. Von 1885 bis 1890 fuhr die Korvette mit Unterbrechungen als Schiffsjungen-Schulschiff. Ebenso wie die Luise und die Freya unternahm sie auch Ausbildungsfahrten in die Karibik und die Vereinigten Staaten.
Beginnend mit der Freya wurden die Schiffe der Ariadne-Klasse ab 1888 außer Dienst gestellt. Neben ihrem Alter war auch die Indienststellung von speziell als Schulschiff gebauten Einheiten wie der Nixe ein Grund dafür. Die Ariadne folgte 1890 und wurde bereits im Folgejahr zum Abwracken verkauft. Als letztes Schiff der Klasse stand die Luise noch bis April 1895 in Dienst. Die Kaiserliche Marine strich sie ebenso wie die Freya im Dezember 1896 aus ihrem Bestand und verkaufte sie kurze Zeit später auf Abbruch.

## Schiffe der Klasse
| Name    | Bauwerft                  | Kiellegung     | Stapellauf        | Indienststellung  | Außerdienststellung | Verbleib                                                      |
| ------- | ------------------------- | -------------- | ----------------- | ----------------- | ------------------- | ------------------------------------------------------------- |
| Ariadne | Kaiserliche Werft, Danzig | September 1868 | 21. Juli 1871     | 23. November 1872 | 30. September 1890  | Am 6. Oktober 1891 nach Hamburg verkauft und dort abgewrackt. |
| Luise   | Kaiserliche Werft, Danzig | Juni 1871      | 16. Dezember 1872 | 4. Juni 1874      | 16. April 1895      | 1897 nach Hamburg verkauft und dort abgewrackt.               |
| Freya   | Kaiserliche Werft, Danzig | Januar 1872    | 29. Dezember 1874 | 1. Oktober 1876   | 17. Januar 1888     | 1897 nach Kiel verkauft und dort abgewrackt.                  |

## Technik
Die Schiffe der Ariadne-Klasse besaßen einen hölzernen Rumpf, der in Querspant-Bauweise ausgeführt war. Der kraweelbeplankte Rumpf erhielt zum Schutz einen Kupferbeschlag und war zudem durch Flacheisen verstärkt. Die Decksbalken bestanden aus Eisen, ebenso wie die Decksplatten. Auf diesen waren zusätzlich Planken aus Fichtenholz angebracht. Lediglich die Freya wurde durch Schotten in vier wasserdichte Abteilungen gegliedert. Die beiden ersten Schiffe waren insgesamt 68,16 m lang. Die Wasserlinie betrug 65,8 m bei einer Konstruktionsverdrängung von 1.692 t. An ihrer breitesten Stelle maßen die Korvetten 10,8 m. Die voll ausgerüstet 2.072 t verdrängenden Schiffe lagen vorn 4,8 m und achtern 5,7 m tief im Wasser.
Die Freya wich von diesen Daten wesentlich ab. Sie war über alles 85,35 m lang, wobei die Konstruktionswasserlinie 83,6 m bei 1.997 t Konstruktionsverdrängung maß. Die Breite blieb identisch wie bei den beiden vorangegangenen Schiffen, die Einsatzverdrängung stieg hingegen auf 2.406 t an. Trotzdem verringerte sich der Tiefgang geringfügig auf 4,6 m vorn und 5,6 m achtern. Die Freya war das letzte Schiff mit einem Holzrumpf, das für die Kaiserliche Marine gebaut wurde. Gleichzeitig waren die drei Schwesterschiffe die ersten deutschen Korvetten, deren Bug „nach Art der Panzerschiffe construirt“, mithin also als Rammbug gestaltet war.

### Antrieb
Die Korvetten der Ariadne-Klasse wurden von jeweils einer dreizylindrigen Dampfmaschine mit doppelter Dampfdehnung angetrieben. Die liegend angeordneten Maschinen lieferte das Berliner Maschinenbauunternehmen von Franz Anton Egells. Sie sollten 2.100 beziehungsweise bei der Freya 2.400 PSi leisten. Die bei den Probefahrten festgestellten Werte überstiegen die projektierten zum Teil deutlich mit 2.260 PSi bei der Ariadne, 2.392 PSi bei der Luise und 2.801 PSi bei der Freya. Die Dampfmaschinen trieben einen vierflügeligen Propeller mit einem Durchmesser von 4,56 m (bei Freya 5,34 m) an und ermöglichten den Korvetten eine Höchstgeschwindigkeit von 14,1 kn. Die Freya erreichte durch die größere Maschinenleistung und die höhere Rumpfgeschwindigkeit bis zu 15,2 kn und war damit 0,7 kn schneller als gefordert.
Den für die Dampfmaschine nötigen Wasserdampf erzeugten vier Kofferkessel, die zusammen mit der Dampfmaschine im gemeinsamen Maschinenraum untergebracht waren. Die Kessel verfügten über jeweils zwei Feuerungen und erzeugten einen Dampfdruck von 3 atü. Die Abgase aller Kessel gelangten durch einen gemeinsamen, versenkbaren Schornstein nach außen. Der mitgeführte Brennstoffvorrat von 168 t Kohle genügte für eine Strecke von 1.340 sm bei einer Geschwindigkeit von 10 kn. Die Freya erhielt größere Brennstoffbunker und konnte bis zu 264 t Kohle laden, wodurch sich die bei 10 kn mögliche Dampfstrecke auf 2.500 sm erhöhte.
Zusätzlich zur Maschinenanlage besaßen die Korvetten auch eine Takelage. Sie waren ursprünglich als Vollschiffe getakelt und verfügten an drei Masten über eine Segelfläche von insgesamt 1.582 m² (Ariadne und Luise) beziehungsweise 1.886 m² (Freya). Im Laufe ihrer Dienstzeit erhielten die drei Schiffe an der Werft ein Barkrigg, wobei sich die Segelfläche auf 1.049 bzw. 1.261 m² verringerte.
Die Korvetten der Ariadne-Klasse galten als sehr gute, luvgierige Seeschiffe. Unter Dampf ließen sich die drei Schiffe zudem sehr gut steuern und manövrieren. Dagegen waren sie schlechte Segler, die Freya noch mehr als ihre beiden Schwesterschiffe. Für den reinen Segelbetrieb war auch der Propeller hinderlich, der sich erst ab 5 kn Fahrt mitdrehte und die Schiffe stark bremste.

### Bewaffnung
Die Bewaffnung der Ariadne und der Luise bestand aus sechs Ringkanonen des Kalibers 15,0 cm L/22 und zwei Ringkanonen 12,0 cm L/22. Die 15-cm-Geschütze, für die 400 Schuss Munition an Bord vorrätig waren, konnten maximal 5 km weit schießen, die kleineren Geschütze hingegen reichten bis zu 5,9 km weit. Für die beiden 12-cm-Kanonen führten die Korvetten jeweils 100 Schuss Munition mit. Sie waren in der Schiffsmitte aufgestellt und konnten nach beiden Seiten feuern. Die gezogenen Kanonen aus Kruppscher Produktion waren sämtlich auf dem Oberdeck aufgestellt. Bei der Freya verzichtete die Marine auf die kleineren 12-cm-Geschütze und sah dafür acht der 15-cm-Kanonen vor, für die ein Munitionsvorrat von 760 Schuss auf dem Schiff verfügbar war. Im Lauf der Einsatzzeit kam eine der Ringkanonen von Bord der Freya.
Zusätzlich zu den großen Geschützen erhielten alle drei Schiffe im Jahr 1882 Revolverkanonen des Typs 3,7 cm Hotchkiss. Derer sechs kamen an Bord der Freya, die beiden anderen Korvetten erhielten jeweils vier solcher Kanonen.

## Besatzung
Die Besatzung von Ariadne und Luise hatte eine Sollstärke von 233 Mann, bei der Freya waren es 248 Mann. Sie setzten sich aus 13 bzw. 14 Offizieren und 220 bzw. 234 Mannschaften zusammen. Um das Bordleben während der Auslandseinsätze besonders in tropischen Regionen angenehmer zu gestalten, wurden die Räume verhältnismäßig großzügig ausgelegt und mittels großer Windhutzen wurde für eine ausreichende Belüftung gesorgt.